# Фридрих II Гольштейн-Готторпский
Фридрих II Гольштейн-Готторпский (нем. Friedrich II von Schleswig-Holstein-Gottorf; 21 апреля 1568 — 15 июня 1587) — второй герцог Гольштейн-Готторпский.
Фридрих был старшим сыном герцога Адольфа Гольштейн-Готторпского и Кристины Гессен-Кассельской. Он унаследовал титул после смерти отца в 1586 году, однако сам умер вскоре после этого, не имея наследника, и титул перешёл к его брату Филиппу.